# Vincenzo Grimani
Vincenzo Grimani (26. května 1653 Benátky – 26. září 1710 Neapol) byl italský šlechtic, diplomat a kardinál. Jako potomek vlivné patricijské rodiny z Benátek zastával od mládí vysoké posty v církevní hierarchii, v dynastických válkách na přelomu 17.–18. století působil jako diplomat ve službách Habsburků. Díky tomu získal v roce 1697 hodnost kardinála a svou kariéru završil jako místokrál v Neapoli (1708–1710). Proslul mimo jiné jako kulturní mecenáš a libretista. Jako autor operních libret se podílel na tvorbě významných skladatelů barokní hudby (Händel, Pallavicino).

## Životopis

Erb rodu Grimani

Narodil se do staré italské rodiny, z níž pocházela tři benátská dóžata a dva kardinálové. Byl synem Antonia Grimaniho, po matce Eleně byl potomkem významného rodu Gonzagů. Podle různých zdrojů byly jeho rodištěm Benátky nebo Mantova. O jeho dětství nejsou žádné informace, vyrůstal ale v kulturním kosmpolitním prostředí své rodiny, která patřila ke společenské elitě v Benátkách. Vlivem svého vzdáleného příbuzného mantovského vévody Ferdinanda Karla Gonzagy byl v roce 1677 jmenován opatem bohatého cisterciáckého kláštera Lucedio. Díky rodinným vazbám a postavení vysoce postaveného preláta na území Savojska měl blízko k savojské dynastii. Po sjednání Augšpurské ligy (1686) namířené proti dobyvačné politice Ludvíka XIV. vstoupil Grimani do diplomatických služeb Habsburků a byl vyslán do Turína, kde měl za úkol přimět savojského vévodu Viktora Amadea II. ke vstupu do aliance proti Francii. I když si Viktor Amadeus od připojení k alianci sliboval větší nezávislost, jednání kvůli ostražité francouzské diplomacii nebyla zpočátku příliš úspěšná. V roce 1687 na Grimaniho pozvání pobýval Viktor Amadeus II. v Benátkách, kde pokračovala jednání s Evženem Savojským a císařským spojencem Maxmiliánem Emanuelem Bavorským. Savojský vévoda nakonec k protifrancouzské koalici přistoupil až po vypuknutí devítileté války za osobní Grimaniho účasti. V roce 1690 byl Grimani vyslán do Haagu a Londýna, kde podepsal další spojenecké smlouvy s Nizozemím a Anglií.

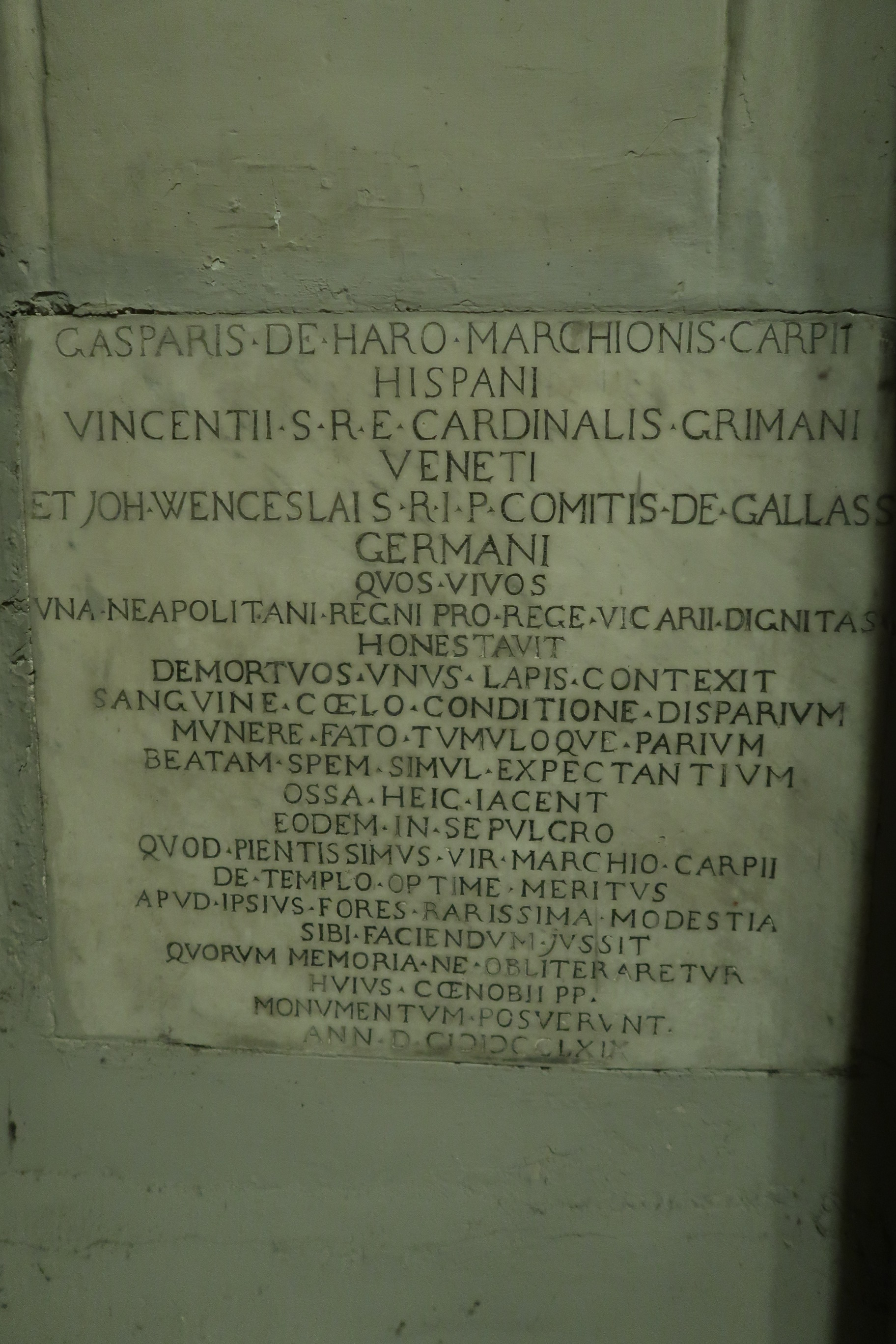
Náhrobní deska neapolských místokrálů markýze del Carpio, kardinála Grimaniho a hraběte Jana Václava Gallse v kostele Santa Maria del Carmine v Neapoli

Díky vlivu císaře Leopolda I. byl v roce 1697 jmenován kardinálem, kardinálský klobouk převzal v roce 1698. Jeho duchovní postoje byly velmi vlažné a papežové Inocenc XII. a Klement XI. s ním měli trvalé konflikty, protože jako diplomat velmi energicky hájil zájmy Habsburků na úkor Papežského státu. V roce 1700 se v Římě zúčastnil konkláve, v níž byl papežem zvolen Klement XI. Na začátku války o španělské dědictví se znovu prosadil jako vlivný diplomat mimo jiné ve spolupráci s kardinálem Lambergem. Své diplomatické aktivity rozvíjel Grimani z Vídně, kde trvale pobýval v letech 1701–1706. V letech 1706–1708 byl císařským velvyslancem u Svatého stolce, od roku 1706 byl zároveň kardinálem-protektorem pro Svatou říši (Protector Germaniae). Zájmy císaře Josefa I. prosazoval natolik neústupně, že mu papež Klement XI. dokonce pohrozil exkomunikací z církve.
K obratu na italském bojišti došlo v roce 1707, kdy maršál Daun prakticky bez boje obsadil Neapol. V červenci 1708 byl Grimani povolán do prestižní funkce neapolského místokrále a zastával ji dva roky do své smrti. Kromě toho, že měl na dobytí Neapole zásadní podíl na poli diplomacie, patřil také nadále do úzkého okruhu poradců císaře Josefa I. S úřadem neapolského místokrále byla spojená funkce generála-kapitána v Neapoli a Grimani získal rozsáhlé pravomoce spojené s možností samostatného rozhodování. Přes své přísné vystupování získal drobnými ústupky určitou popularitu, usiloval o modifikaci fungování státní správy a především o úpravu fiskální politiky. V rámci války o španělské dědictví byl však nucen posílat značné částky do Barcelony, kde jako vzdorokrál pobýval císařův mladší bratr arcivévoda Karel (jako Karel III.) S tím související zvyšování daní vyvolalo v roce 1709 v Neapoli nepokoje.
Zemřel v Neapoli 26. září 1710 na následky infekce močových cest. Původně byl pohřben v neapolském kostele Panny Marie Karmelské, na základě jeho poslední vůle byly později ostatky přeneseny do kostela sv. Františka della Vigna v Benátkách.

## Hudební mecenáš a libretista
Mimo jiné proslul širokými kulturními zájmy, ve všech místech svého diplomatického působení organizoval divadelní představení, podporoval hudební skladatele a spisovatele. V době svých úzkých kontaktů se savojským vévodou Viktorem Amadeem II. navrhoval okázalé dvorní slavnosti v Turíně, své projekty poté realizoval i v dalších zemích. Prosadil se také jako operní libretista. Byl autorem libret k operám Elmiro re di Corinto (1686) a La Gierusalemme liberata (1687) skladatele Carla Pallavicina. Premiéry těchto oper se konaly v benátském divadle Teatro San Giovanni Grisostomo, které bylo osobním majetkem rodiny Grimaniů. Napsal také libreto k opeře Orazio (1688) G. F. Tosiho provedené poprvé taktéž v Benátkách. Do svého posledního působiště v Neapoli pozval v roce 1708 Alessandra Scarlattiho, který zde působil již dříve. V Neapoli v té době také pobýval mladý Georg Friedrich Händel a Grimani napsal libreto k jeho první úspěšné opeře Agrippina.